# Xian de Huade
Le xian de Huade (化德县 ; pinyin : Huàdé Xiàn) est un district administratif de la région autonome de Mongolie-Intérieure en Chine. Il est placé sous la juridiction de la ville-préfecture d'Ulaan Chab.

## Démographie
La population du district était de 159 951 habitants en 1999.